# (7639) Offutt
(7639) Offutt (1985 DC1) – planetoida z pasa głównego asteroid okrążająca Słońce w ciągu 5,79 lat w średniej odległości 3,22 j.a. Odkryta 21 lutego 1985 roku.